# Liste der Monuments historiques in Gastins
Die Liste der Monuments historiques in Gastins führt die Monuments historiques in der französischen Gemeinde Gastins auf.

## Liste der Bauwerke
| Bezeichnung | Beschreibung                      | Standort | Kennzeichnung | Schutzstatus | Datum | Bild           |
| ----------- | --------------------------------- | -------- | ------------- | ------------ | ----- | -------------- |
| Mühle Choix | Erbaut im 15. und 19. Jahrhundert | (Lage)   | PA00087008    | Classé       | 1970  | weitere Bilder |

## Liste der Objekte
Zum Verständnis siehe: Kirchenausstattung
- Monuments historiques (Objekte) in Gastins in der Base Palissy des französischen Kultusministeriums